# 大爆笑!テレビ30年夢のオールスター大集合 (生) スペシャル
大爆笑!テレビ30年夢のオールスター大集合 (生) スペシャルはテレビ朝日の開局30周年に記念番組として生放送された特別番組である。

## 番組内容
テレビ朝日の開局30周年を記念して3時間枠で生放送された。
- 生放送会場は東京都港区高輪にある新高輪プリンスホテル（現：グランドプリンスホテル新高輪）の飛天の間。飛天には約300名の著名人、芸能人が集合し会場内の特設スタジオでトークや歌を披露した。会場には若手人気歌手などが駆けつけていたが実際にカメラで歌えるのはベテラン歌手が中心であった。
- また若手タレントで目立った出演は小泉今日子、中山美穂、中堅で郷ひろみ。バラエティー組としてとんねるずが会場を盛り上げた。
- 番組内で全コマーシャル前の15秒間に会場内のタレントが順番に番組オリジナルソング「お祝いの歌」と題した歌を生演奏に乗せて歌いコマーシャルに入るといった流れがあった。歌詞の内容は「♪テレビ朝日開局30周年！テレビ朝日開局30周年！おめでとう～！おめでとう～！おめでとう～！！！」であった[1][2]。番組ラストにはテレビ朝日系列でその当時に放送している番組の出演者（主に出席者）が壇上に挙げて番組の宣伝をした。

### エピソード
- 当時音楽番組の強化を図っていたテレビ朝日がフジテレビから「夜のヒットスタジオ」を担当していたプロデューサー疋田拓をヘッドハンティングし起用したことで話題を集めた[3]。
- 当番組オリジナルソング「お祝いの歌」を生演奏に乗せ歌ってコマーシャルに入るという演出で、とんねるずの番で木梨憲武がアドリブで「仮面ノリダー」のテーマ曲を歌ってしまい、CM明けでやり直しで歌わされたが、石橋貴明がバンドのエレキギターを持ち出しての弾き真似を行ったり、木梨が「あまりテレビ朝日に出ていない...」等と終始ふざけるハプニングがあった。

## 放送概要
- 正式番組タイトル：テレビ朝日開局30周年記念 特別企画 「大爆笑！テレビ30年 夢のオールスター大集合（生）スペシャル」 ※（生）＝マル生という表記
- 放送日時：1989年1月30日（月曜日） 19：00 - 21：48[注 1]
- 生放送会場：新高輪プリンスホテル 飛天の間

## 主な出演者

### 司会
- 芳村真理
- タモリ

### コーナー進行役
- 関口宏

### ゲスト
- 美空ひばり（特別出演）
- 三波春夫
- 村田英雄
- 北島三郎
- 平尾昌晃
- 中尾ミエ
- 園まり
- 伊東ゆかり
- 井上順
- 堺正章
- 五木ひろし
- 森進一
- 都はるみ
- 水前寺清子
- 小林旭
- 伊東四朗
- ザ・ドリフターズ
- 植木等
- 谷啓
- 宮尾すすむ
- 鶴岡雅義と東京ロマンチカ
- 梓みちよ
- 大月みやこ
- 由紀さおり
- 小柳ルミ子
- アンルイス
- 浅香唯
- 八代亜紀
- 岩崎宏美
- 細川たかし
- 石川さゆり
- 瀬川瑛子
- 吉幾三
- 渡辺真知子
- 榊原郁恵
- 郷ひろみ
- 西城秀樹
- 野口五郎
- 稲垣潤一
- 松田聖子
- 河合奈保子
- 片岡鶴太郎
- とんねるず
- 所ジョージ
- 田原俊彦
- 近藤真彦
- 山川豊
- 石川ひとみ
- 柏原芳恵
- 岩崎良美
- 石川秀美
- 小泉今日子
- 中森明菜
- 早見優
- 松本伊代
- 本田美奈子
- 中山美穂
- 菊池桃子
- チェッカーズ
- 長山洋子
- 荻野目洋子
- 佳山明生
- 一世風靡セピア
- おりも政夫
- 川崎麻世
- 光GENJI
- 少年隊
- SMAP
- Wink

他

## 番組スタッフ
- 構成：塚田茂、玉井貴代志、野中浩之 / スタッフ東京
- 音楽：広瀬健次郎
- 振付：西条満、花柳糸之
- 踊り：花柳糸之社中、スクールメイツ
- 演奏：テレビ朝日30サウンドスペシャル＝三原綱木とザ・ニューブリード、豊岡豊とスイングフェイス、東京放送管弦楽団
- コーラス：ルージュ、フィーリングフリー、東京混声合唱団、東洋大学混声合唱団、立教大学合唱団コール・リンデ、早稲田大学混声合唱団

### 技術
- TD/SW：宮崎輝夫
- カメラチーフ：宮田一
- 音声チーフ：大塚良一
- 照明チーフ：鈴木秀

### 美術
- 美術：妹尾河童
- デザイン：馬場文衛
- 美術装置：フジアール
- 視覚効果：渡部宏一
- 楽器：タバタ音楽事務所

### 制作
- プロデューサー・総合演出：疋田拓
- ゼネラルプロデューサー：皇達也
- ディレクター：中村元一、平城隆司、青山幸光

## 制作協力
- バーニングプロダクション
- 渡辺プロダクション
- ジャニーズ事務所
- 田辺エージェンシー
- 日本音楽事業者協会